# Vibersviller
Vibersviller [vibɛʁsvilɛʁ] est une commune française située dans le département de la Moselle, en région Grand Est.

## Géographie
Le village est situé à la limite des départements de la Moselle et du Bas-Rhin (Alsace Bossue), à seulement douze kilomètres de Sarre-Union. Il est parcouru par la rivière la Rose. Entourée de forêts et de champs (l'agriculture tient encore une place prépondérante dans la région), il s'intègre parfaitement dans le paysage local.
La commune fait partie de la ZNIEFF du pays des étangs.

### Communes limitrophes
| Givrycourt           | Vittersbourg | Honskirch Bas-Rhin |
| Munster              | Vibersviller | Altviller Bas-Rhin |
| Insviller Loudrefing | Mittersheim  | Niederstinzel      |

### Hydrographie
La commune est située dans le bassin versant du Rhin au sein du bassin Rhin-Meuse. Elle est drainée par le canal des houillères de la Sarre, le ruisseau la Rode, le ruisseau le Naubach, le ruisseau de la Tiglenlache et le ruisseau de l'Étang Rouge.
Le Canal des houillères de la Sarre, d'une longueur totale de 65,1 km, prend sa source dans la commune de Grosbliederstroff et se jette  dans la Sarre à Sarreguemines, après avoir traversé 24 communes.
Le ruisseau la Rode, d'une longueur totale de 24,8 km, prend sa source dans la commune de Loudrefing et se jette  dans l'Albe à Sarralbe, après avoir traversé 13 communes.
Le Naubach, d'une longueur totale de 23 km, prend sa source dans la commune de Belles-Forêts et se jette  dans la Sarre à Harskirchen, après avoir traversé huit communes.

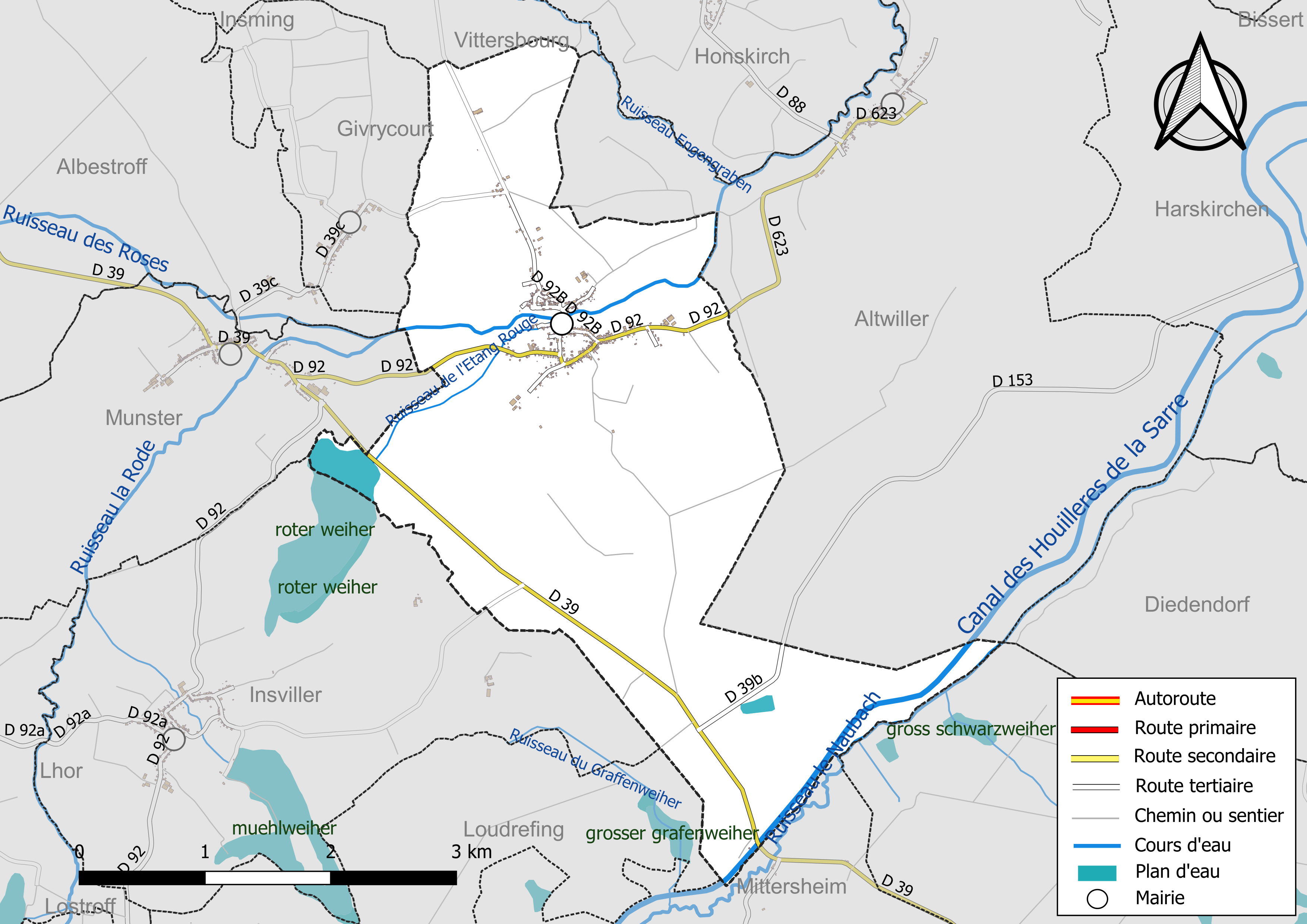
Réseaux hydrographique et routier de Vibersviller.

La qualité des eaux des principaux cours d'eau de la commune, notamment du canal des Houilleres de la Sarre, du ruisseau la Rode et du ruisseau le Naubach, peut être consultée sur un site spécial géré par les agences de l'eau et l'Agence française pour la biodiversité.

### Climat
Pour des articles plus généraux, voir Climat du Grand Est et Climat de la Moselle.
En 2010, le climat de la commune est de type climat des marges montargnardes, selon une étude du Centre national de la recherche scientifique s'appuyant sur une série de données couvrant la période 1971-2000. En 2020, Météo-France publie une typologie des climats de la France métropolitaine dans laquelle la commune est exposée à un climat semi-continental et est dans la région climatique  Vosges, caractérisée par une pluviométrie très élevée (1 500 à 2 000 mm/an) en toutes saisons et un hiver rude (moins de 1 °C). 
Pour la période 1971-2000, la température annuelle moyenne est de 10 °C, avec une amplitude thermique annuelle de 17,1 °C. Le cumul annuel moyen de précipitations est de 874 mm, avec 12 jours de précipitations en janvier et 9,3 jours en juillet. Pour la période 1991-2020, la température moyenne annuelle observée sur la station météorologique de Météo-France la plus proche, « Kappelkinger_sapc », sur la commune de Kappelkinger à 7 km à vol d'oiseau, est de 10,6 °C et le cumul annuel moyen de précipitations est de 772,6 mm. 
La température maximale relevée sur cette station est de 38,8 °C, atteinte le 25 juillet 2019 ; la température minimale est de −19,6 °C, atteinte le 26 décembre 2010,,. 
Les paramètres climatiques de la commune ont été estimés pour le milieu du siècle (2041-2070) selon différents scénarios d'émission de gaz à effet de serre à partir des nouvelles projections climatiques de référence DRIAS-2020. Ils sont consultables sur un site spécial publié par Météo-France en novembre 2022.

## Urbanisme

### Typologie
Au 1er janvier 2024, Vibersviller est catégorisée commune rurale à habitat dispersé, selon la nouvelle grille communale de densité à sept niveaux définie par l'Insee en 2022.
Elle est située hors unité urbaine. Par ailleurs la commune fait partie de l'aire d'attraction de Sarre-Union, dont elle est une commune de la couronne,. Cette aire, qui regroupe 12 communes, est catégorisée dans les aires de moins de 50 000 habitants,.

### Occupation des sols
L'occupation des sols de la commune, telle qu'elle ressort de la base de données européenne d’occupation biophysique des sols Corine Land Cover (CLC), est marquée par l'importance des territoires agricoles (60,3 % en 2018), en diminution par rapport à 1990 (61,7 %). La répartition détaillée en 2018 est la suivante : forêts (31,3 %), prairies (24,3 %), zones agricoles hétérogènes (19 %), terres arables (17 %), zones urbanisées (4,6 %), milieux à végétation arbustive et/ou herbacée (2,5 %), eaux continentales (1,3 %). L'évolution de l’occupation des sols de la commune et de ses infrastructures peut être observée sur les différentes représentations cartographiques du territoire : la carte de Cassini (XVIIIe siècle), la carte d'état-major (1820-1866) et les cartes ou photos aériennes de l'IGN pour la période actuelle (1950 à aujourd'hui).

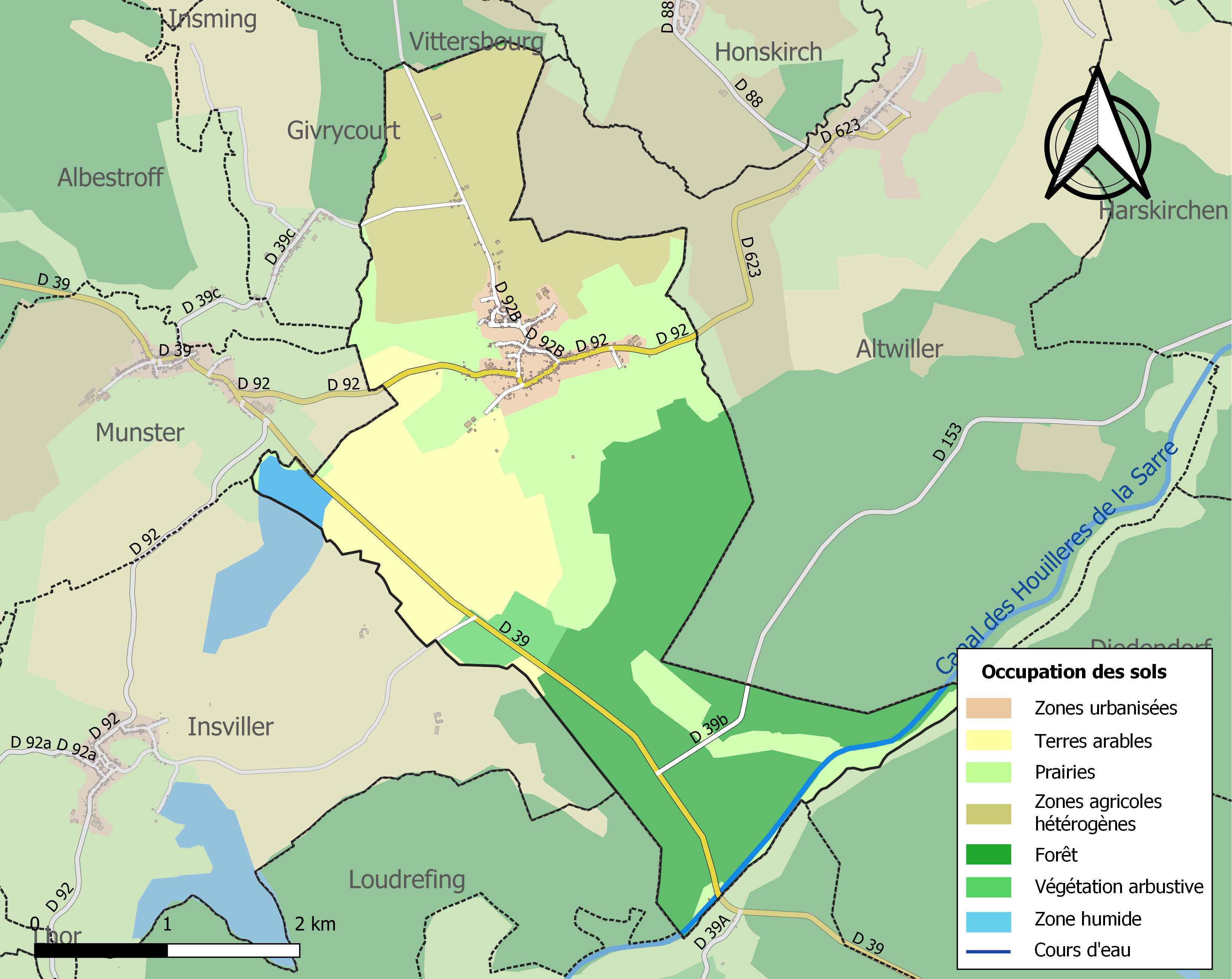
Carte des infrastructures et de l'occupation des sols de la commune en 2018 (CLC).

## Toponymie
- Wyberswiller (1525), Wibersweiller (1737), Wiéberweiller (1779), Vibersviller (1793), Viebersweiller (1801)[17], Wiberswiller (XIXe siècle)[18].
- Wiberschwiller et Wiwerschwiller en francique lorrain.

## Histoire
- Ancienne seigneurie de Fénétrange-Schwanhals.
- Détruit au cours de la guerre de Trente Ans.
- Réforme en 1565.

## Politique et administration
| Période                                  | Période  | Identité          | Étiquette | Qualité                      |
| ---------------------------------------- | -------- | ----------------- | --------- | ---------------------------- |
| Les données manquantes sont à compléter. |          |                   |           |                              |
| avant 1988                               | 2007     | René Stengel      | SE        | Maire (agriculteur retraité) |
| 2007                                     | 2014     | Roland Weiss      |           |                              |
| 2014                                     | 2020     | Jean-Marc Bastien |           |                              |
| 2020                                     | En cours | Valérie Klein     |           |                              |

## Démographie
L'évolution du nombre d'habitants est connue à travers les recensements de la population effectués dans la commune depuis 1793. Pour les communes de moins de 10 000 habitants, une enquête de recensement portant sur toute la population est réalisée tous les cinq ans, les populations de référence des années intermédiaires étant quant à elles estimées par interpolation ou extrapolation. Pour la commune, le premier recensement exhaustif entrant dans le cadre du nouveau dispositif a été réalisé en 2005.

En 2022, la commune comptait 384 habitants, en évolution de −16,7 % par rapport à 2016 (Moselle : +0,52 %, France hors Mayotte : +2,11 %).
| 1793 | 1800 | 1806 | 1821 | 1831 | 1836 | 1841 | 1846 | 1851 |
| ---- | ---- | ---- | ---- | ---- | ---- | ---- | ---- | ---- |
| 434  | 654  | 593  | 622  | 658  | 713  | 665  | 622  | 633  |

| 1856 | 1861 | 1871 | 1875 | 1880 | 1885 | 1890 | 1895 | 1900 |
| ---- | ---- | ---- | ---- | ---- | ---- | ---- | ---- | ---- |
| 560  | 560  | 583  | 574  | 558  | 539  | 527  | 505  | 505  |

| 1905 | 1910 | 1921 | 1926 | 1931 | 1936 | 1946 | 1954 | 1962 |
| ---- | ---- | ---- | ---- | ---- | ---- | ---- | ---- | ---- |
| 525  | 519  | 468  | 469  | 451  | 443  | 424  | 444  | 416  |

| 1968 | 1975 | 1982 | 1990 | 1999 | 2005 | 2006 | 2010 | 2015 |
| ---- | ---- | ---- | ---- | ---- | ---- | ---- | ---- | ---- |
| 421  | 410  | 411  | 398  | 405  | 444  | 450  | 451  | 467  |

| 2020 | 2022 | - | - | - | - | - | - | - |
| ---- | ---- | - | - | - | - | - | - | - |
| 400  | 384  | - | - | - | - | - | - | - |

## Culture locale et patrimoine

### Lieux et monuments

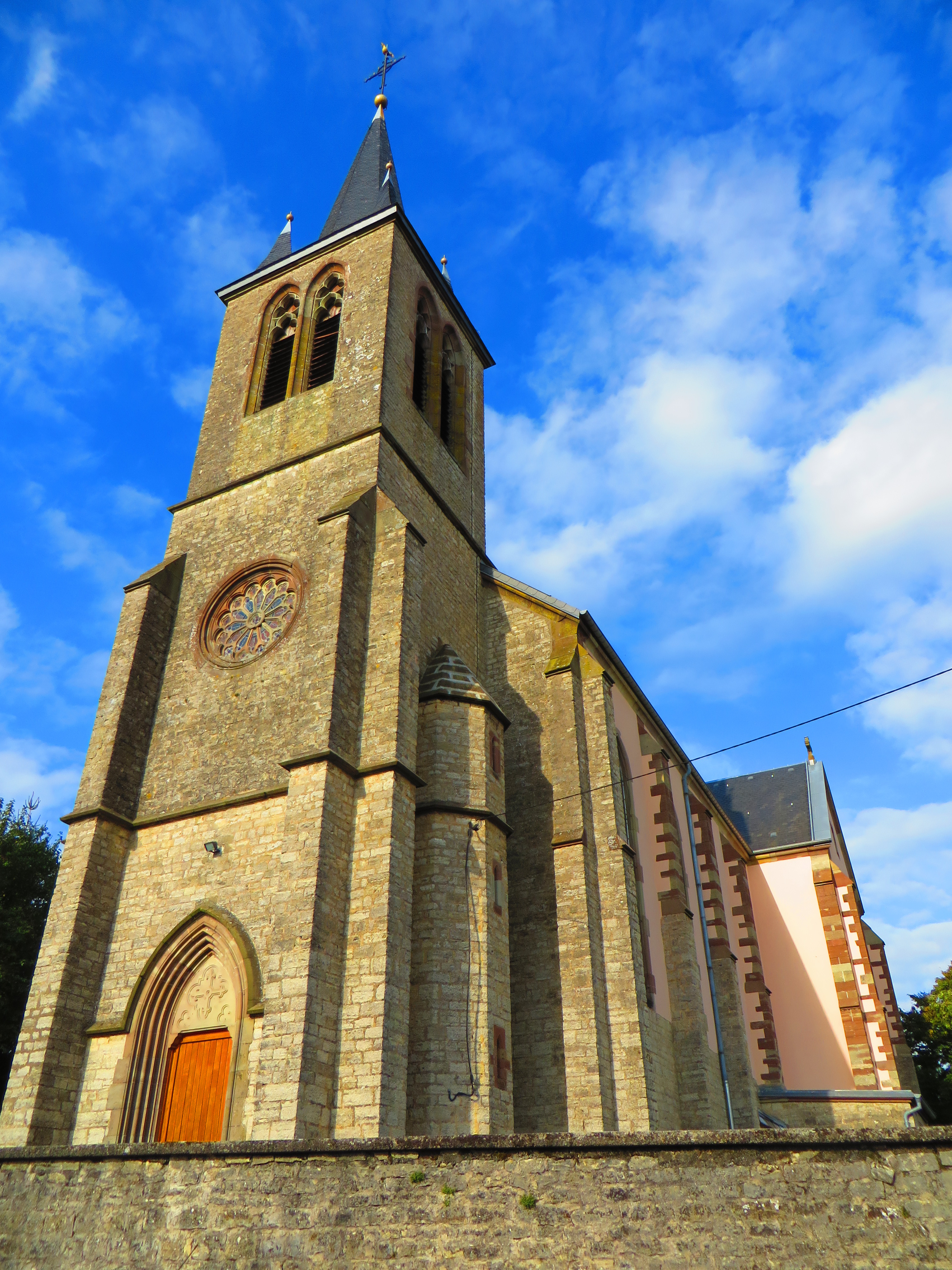
L'église Sainte-Barbe.

#### Édifices civils
- Vestiges gallo-romains : monnaie de Crispine.

#### Édifices religieux
- Église Sainte-Barbe, construite en 1880.
- Église luthérienne, rue de la Mairie, construite entre 1887 et 1888.

La particularité de Vibersviller est d'être partagée en deux par d'un côté l'église protestante et de l'autre l'église catholique.

### Personnalités liées à la commune
- Charles Wagner (1852-1916), pasteur libéral français.
- Elvis Stengel, agriculteur bio et auteur-compositeur-interprètes de chansons en français et en ditsch, le dialecte mosellan, primé en 2013 lors du festival annuel E Friehjohr fer unsri Sproch.

## Héraldique
| Blason de Vibersviller | Blason  | D'azur à la fasce d'argent, une tour d'or brochant sur le tout. |
| Blason de Vibersviller | Détails | Le statut officiel du blason reste à déterminer.                |